# Куркаев, Ильяс Магомедович
Илья́с Магоме́дович Курка́ев (18 января 1994 года, Бийск) — российский волейболист, блокирующий новосибирского «Локомотива» и сборной России, чемпион Европы (2017). Заслуженный мастер спорта России (2021).

## Карьера
Ильяс Куркаев — воспитанник бийского спортклуба «Зелёный клин», где тренировался под началом Елены Бочкарёвой. С 2010 года жил в Барнауле и тренировался в СДЮШОР по волейболу «Заря Алтая» у тренера Сергея Маркова. В январе 2012 года был приглашён в новосибирский «Локомотив». В сезоне-2012/13 выступал за фарм-команды железнодорожников в высшей лиге «А» и Молодёжной лиге.
В сентябре 2013 года Ильяс Куркаев в составе молодёжной сборной России выиграл чемпионат мира и был включён организаторами в символическую сборную турнира.
В ноябре 2013 года дебютировал в основной команде «Локомотива» на победном для неё Кубке Сибири и Дальнего Востока и начал привлекаться к матчам в Суперлиге. В конце сезона заменил в стартовом составе «Локомотива» травмированного Антона Асташенкова.
В мае 2015 года Ильяс Куркаев перешёл на правах аренды в красноярский «Енисей». В июле того же года в составе студенческой сборной России стал победителем Универсиады в Кванджу и вскоре после её завершения был вызван Владимиром Алекно на сбор национальной команды в связи с травмой её прежнего капитана Андрея Ащева. 8 сентября в Хамамацу в рамках Кубка мира Ильяс провёл дебютный официальный матч за сборную России, в котором она одержала победу над командой Венесуэлы.
В 2016 году вернулся в новосибирский «Локомотив». В двух сезонах подряд (2016/17 и 2017/18) становился лучшим в Суперлиге по количеству очков на блоке.
В сентябре 2017 года в составе сборной России выиграл золото на чемпионате Европы в Польше, а в июле 2019 года стал победителем Лиги наций. В 2021 году выиграл серебряную медаль Олимпийских игр в Токио, проявив себя в решающих матчах турнира: в третьей партии полуфинала против Бразилии, которую российская команда смогла взять со счёта 13:20, заработал последнее очко блоком, а в финале вышел в стартовом составе и отыграл весь матч.

## Достижения

### Со сборными России
- Серебряный призёр Олимпийских игр (2020).
- Чемпион Европы (2017).
- Победитель Лиги наций (2019).
- Победитель молодёжного чемпионата мира (2013).
- Чемпион Универсиады (2015).

### В клубной карьере
- Чемпион России (2019/20), серебряный (2013/14, 2021/22) и бронзовый (2016/17, 2020/21, 2022/23) призёр чемпионата России.
- Обладатель Кубка России (2025), серебряный призёр Кубка России (2014, 2016).
- Бронзовый призёр Молодёжной лиги (2012/13), обладатель Кубка Молодёжной лиги (2013).

### Индивидуальные призы
- Вошёл в символическую сборную «Финала шести» чемпионата России (2022).

## Личная жизнь
Его отец — чеченец, Магомед Даудович, а мама — русская. В канун 2018 года женился на Наталья Табалаевой. В ноябре 2018-го в семье Куркаевых родился сын Лука.

## Награды
- Медаль ордена «За заслуги перед Отечеством» I степени (11 августа 2021 года) — за большой вклад в развитие отечественного спорта, высокие спортивные достижения, волю к победе, стойкость и целеустремленность, проявленные на Играх XXXII Олимпиады 2020 года в городе Токио (Япония)[7].